# 副蝴蝶鱼
副蝴蝶鱼（学名：Parachaetodon ocellatus）为輻鰭魚綱鱸形目蝴蝶鱼科的其中一種。

## 分布
本魚分布于印度太平洋區，包括印度、斯里蘭卡、泰國、越南、马来西亚、菲律宾、印度尼西亚、新幾內亞、澳大利亚、密克罗尼西亚、中国南海、斐濟等海域。

## 特徵
本魚體側扁，呈菱形狀，體色為珍珠白並帶有5條暗淡橘色條紋。第一條穿過眼睛，第4條條紋有一個眼狀的黑色斑點。除背鰭為黃色外，其餘皆為白色。背鰭硬棘6至7枚；背鰭軟條28至30枚；臀鰭硬棘3枚；臀鰭軟條18至20枚，體長可達18公分。

## 生態
本魚棲息在珊瑚礁或潟湖，常成對或小群出現。

## 經濟利用
可做為觀賞性魚類。

## 扩展阅读
維基物種上的相關：副蝴蝶鱼